# Selección femenina de sóftbol sub-17 de los Países Bajos
La selección femenina de sóftbol sub-17 de los Países Bajos es el equipo nacional juvenil sub-17 de Países Bajos. El equipo compitió en el Campeonato Mundial de Sóftbol Femenino Sub-19 de 1985 en Fargo, Dakota del Norte, donde terminaron sextos. El equipo compitió en el Campeonato Mundial de Sóftbol Femenino Sub-19 de 1987 en Oklahoma City, Oklahoma, donde terminaron sextos. El equipo compitió en el Campeonato Mundial de Sóftbol Femenino Sub-19 de 1991 en Adelaida, Australia, donde tuvieron 5 victorias y 6 derrotas. El equipo compitió en el Campeonato Mundial de Sóftbol Femenino Sub-19 de 1995 en Normal, Illinois, donde terminaron séptimos. El equipo compitió en el Campeonato Mundial de Sóftbol Femenino Sub-19 de 1999 en Taipéi, Taiwán, donde terminaron duodécimos. El equipo compitió en el Campeonato Mundial de Sóftbol Femenino Sub-19 de 2003 en Nanjing, China, donde terminaron décimos. El equipo compitió en el Campeonato Mundial de Sóftbol Femenino Sub-19 de 2007 en Enschede, Países Bajos donde terminaron sextos. El equipo compitió en el Campeonato Mundial de Sóftbol Femenino Sub-19 de 2013 en Brampton, Ontario, donde terminaron décimos.